# Jésus insulté par les soldats
Jésus insulté par les soldats est une peinture à l'huile sur toile peinte par Édouard Manet en 1865, conservée à l'Art Institute of Chicago (Illinois, États-Unis).
C'est le dernier sujet religieux qu'il réalise après Le Christ mort et les anges de 1864. Les deux tableaux, jugés violents et pas assez académiques rencontrent l'hostilité de la critique et du public. Jésus insulté sera le dernier sujet religieux peint par Manet.

## Inspiration
La source du tableau, selon Théophile Thoré-Burger est Le Couronnement d'épines  par  Antoine van Dyck (détruit à Berlin en 1945), et dont une version se trouve au musée d'art de l'université de Princeton. D'autres auteurs penchent pour Le Couronnement d'épines (1542-1543) du Titien (Paris, musée du Louvre). Michel Leiris en 1959 fait le rapprochement avec une gravure de Schelte Adams Bolswert, tandis que Theodore Reff y voit l'influence du Ecce  homo de Van Dyck (Madrid, musée du Prado) ou du Christ moqué par les soldats.
La liste des sources d'inspiration attribuée à ce tableau est très longue. Sont cités notamment Diego Vélasquez (par Julius Meier-Graefe) et Hendrick ter Brugghen (par Ann Coffin Hanson).

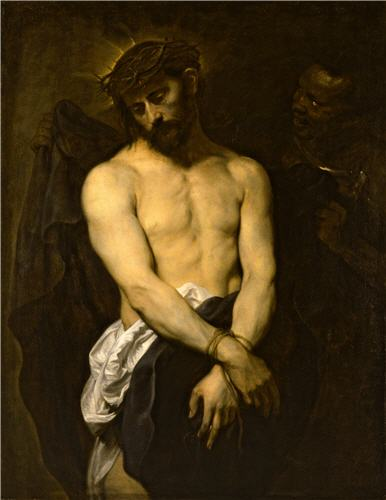
Antoine van Dyck, Ecce  homo (vers 1625-1626), Birmingham, Barber Institute of Fine Arts.
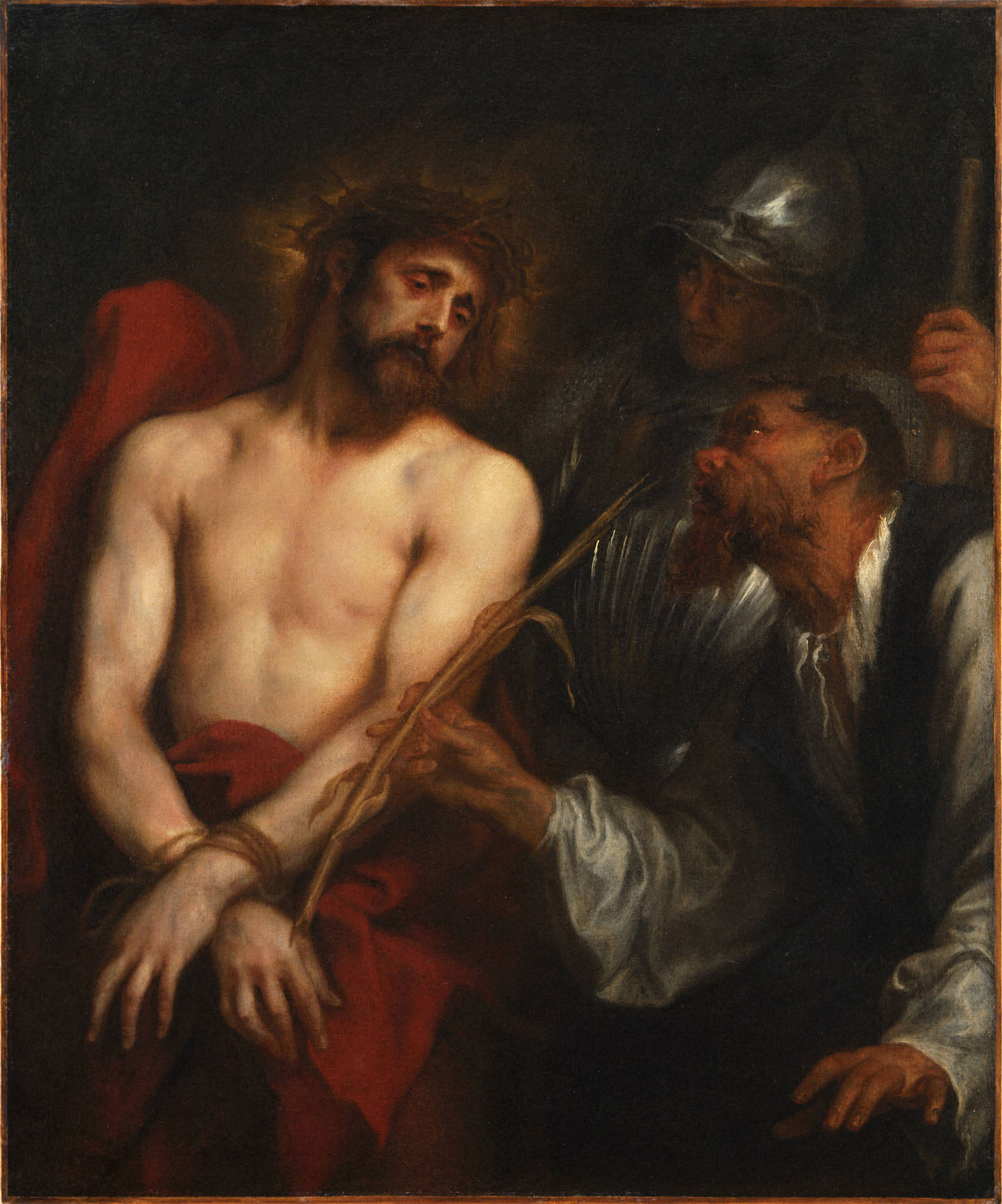
Antoine van Dyck, Le Couronnemment d'épines (vers 1628-1630), musée d'art de l'université de Princeton.

## Description
La violence du tableau soulève l'indignation du public et de la critique. Vingt ans plus tard, Edmond Bazire résume ainsi la situation : « Ce Jésus qui souffre vraiment entre les soldats bourreaux, et qui est un homme au lieu d'être un Dieu, ne pouvait pas non plus être accepté […] on était fanatique du joli […] on eût voulu que tous les personnages eussent des figures séduisantes. »
Manet semble illustrer la brutalité de l'Évangile selon Matthieu (XXVII, v. 27) :

« L'ayant dévêtu, ils jetèrent sur lui un manteau écarlate. Ils tressèrent une couronne avec des épines, qu'ils posèrent sur sa tête, avec un roseau dans sa main droite ; et, fléchissant le genou devant lui, ils lui disaient par dérision : « Salut, roi des Juifs! ». Ils lui crachaient aussi dessus et, prenant le roseau, ils en frappaient sa tête. »

Manet illustre la brutalité, la violence et ce tableau apparaît comme une tentative de combler un vide grandissant au XIXe siècle entre les sujets religieux et ceux de la vie moderne. Mais cette toile ne se classe ni dans une catégorie, ni dans l'autre. Et Manet ne réalisera plus d'autre sujet religieux.

## Réception critique
Malgré l'accueil hostile réservé au Salon de 1864 à son tableau Le Christ mort et les anges, Manet présente Jésus insulté au Salon de 1865. Aussitôt la critique se déchaîne, on parle de « l'horrible Ecce homo de M. Manet ».
Dans Le Charivari, le Journal amusant , Le Monde pour rire, L'Éclipse (remplacé par La Lune), Le Tintamarre, La Vie parisienne et bien d'autres, les dessinateurs qui raillent habituellement Manet : Bertall, Cham, André Gill, Draner, Stop, Albert Robida, s'en donnent à cœur joie. Manet est leur tête de Turc préférée : son Jésus insulté par des soldats devient « Le bain de pieds d'un vieux chiffonnier qui n'en a jamais pris »

## Provenance
Dans son inventaire de 1872, Manet évaluait ce tableau à 15 000 francs. Mis en vente en 1883, le tableau fut retiré de la vente et finalement acheté par les marchands Boussod et Valadon en 1893 à Léon Leehoff. Selon Tabarant, ce fut Durand-Ruel qui l'acheta à la veuve de Manet, mais les livres de stock de Durand-Ruel indique qu'il acheta le tableau à compte à demi avec Jean-Baptiste Faure en 1894. Faure l'exposa à New York. Finalement Durand-Ruel le vendit pour 22 000 francs à James Deering, héritier de la Deering Harvester Company (International Harvester) qui le légua à l'Art Institute of Chicago en 1925.